# 克拉黴素
克拉黴素（INN：clarithromycin）又称甲紅黴素，商品名有 Biaxin 等，是一種半合成大环内酯类抗生素，其抗菌谱与红霉素相似，抗菌作用则比红霉素强，用於治療多種病菌感染，包括鏈球菌性咽炎、肺炎、皮膚感染、幽門螺旋桿菌感染和萊姆病等。給藥方式有口服給藥（片劑或藥水）及靜脈注射（針劑）。
用藥後常見的副作用有噁心、嘔吐、頭痛和腹瀉。嚴重過敏反應屬於罕見。有導致肝臟問題的報告。個體於懷孕期間使用，可能對胎兒有害此藥物屬於巨環內酯類藥物，利用減緩病菌蛋白質的合成來發揮作用。病菌發展出對克拉黴素的抗藥性已成為醫療保健系統的一大挑戰，且正在散佈中，因此建議在對個體開始施用之前，先行檢測其體內病原生物對藥物的敏感性。
克拉黴素於1980年開發成功，並於1990年取得醫療用途的核准。它已列入世界衛生組織基本藥物標準清單之中。市面上已有克拉黴素的通用名藥物流通。克拉黴素由紅黴素製成，其化學名稱為 6-O-甲基紅黴素（6-O-methylerythromycin），故也称甲紅黴素、甲基红霉素。

## 醫療用途

### 抗生素
克拉黴素主要用於治療多種病菌感染，包括肺炎、幽門螺旋桿菌感染，並可作為替代青黴素以治療鏈球菌性咽炎的藥物。其他用途還包括治療貓抓病、巴通體屬引起的感染、隱孢子蟲病，及治療萊姆病及弓蟲症的第二線藥物。對於不能使用青黴素的患者，也可用其以預防感染性心內膜炎。它對上呼吸道和下呼吸道感染、皮膚及軟組織感染，以及與胃及十二指腸潰瘍相關的幽門螺旋桿菌感染的治療有效。

#### 細菌敏感性譜
克拉黴素對某些需氧革蘭氏陽性菌和需氧革蘭氏陰性菌、幽門螺旋桿菌、分枝桿菌屬及其他細菌（如肺炎衣原體及肺炎枝原體）有治療效果。
下列細菌所引起的臨床感染，使用克拉黴素的安全性及療效尚未經過適當且良好控制的臨床試驗證實：
需氧革蘭氏陽性菌
- B群鏈球菌（英语：Streptococcus agalactiae）
- 鏈球菌屬（C群、F群及G群）
- 草綠色鏈球菌

需氧革蘭氏陰性菌
- 百日咳桿菌
- 嗜肺性退伍軍人桿菌
- 巴斯德氏桿菌（英语：Pasteurella multocida）

厭氧革蘭氏陽性菌
- 產氣莢膜梭菌
- 黑色消化球菌屬（Peptococcus niger）
- 痤瘡丙酸桿菌 (舊名：Propionibacterium acnes)

厭氧革蘭氏陰性菌
- 產黑色素普雷沃氏菌（英语：Prevotella melaninogenica）

### 特發性嗜睡症
克拉黴素作為成人特發性嗜睡症（IH）的潛在治療藥物，其療效仍有待進一步證實。考科藍合作組織所發表的2021年綜述，顯示現有證據不足以支持克拉黴素在此病症的療效。儘管如此，美國睡眠醫學學會的臨床作業指南仍有條件建議對採其他藥物無效的患者，可用克拉黴素作為第一線治療選項。

## 禁忌症
- 對其他巨環類抗生素，或片劑中的非活性成分過敏者，不應使用。
- 具有先前使用克拉黴素引起的黃疸和/或肝功能障礙病史者，不應使用[10]。
- 低血鉀症患者不應使用[14]。
- 不建議與下列藥物併用：西沙必利（英语：Cisapride）、雙氟苯丁哌啶苯並咪唑酮、阿斯咪唑（英语：Astemizole）、特非那丁（英语：Terfenadine）、麥角胺、替格瑞洛、拉諾拉嗪（英语：Ranolazine）或二氫麥角鹼（英语：Dihydroergotamine）[10]。
- 腎臟或肝臟功能損傷者，不應與秋水仙素併用[10]。
- 不得與降膽固醇藥物（如洛伐他汀（英语：Lovastatin）或辛伐他汀）併用[10]。
- 對克拉黴素及其任何成分、紅黴素或任何巨環類抗生素過敏者不應使用[10]。
- 有心電圖QT間期延長或心室性心律不整者（包括尖端扭轉型室性心律過速（英语：torsades de pointes））不應使用[10]。

## 副作用
使用此藥物最常見的副作用為胃腸道相關：腹瀉 (3%)、噁心 (3%)、腹痛 (3%) 和嘔吐 (6%)。它也可能引起頭痛、失眠和肝功能檢測數據異常。過敏反應有皮疹和過敏性休克。較不常見的副作用 (<1%) 有極度易怒、幻覺（聽覺和視覺）、暈眩/暈動病以及嗅覺和味覺改變（包括感覺口中有金屬味）。也有口乾、恐慌發作和惡夢的報導，但較少見。

### 心臟
美國食品藥物管理局 (FDA) 於2018年2月發佈一份安全通告，警告使用克拉黴素可能增加心臟問題或死亡的風險，並建議患有心臟病的患者使用其他抗生素。
克拉黴素可能導致QT間期延長。對於患有此症狀、心臟病或正在服用其他可延長QT間期藥物的患者，可能會增加發生危及生命的心律不整風險。
研究結果顯示採用短期克拉黴素治療與穩定型冠心病患者（未服用他汀類藥物 - 一種抗高血脂藥）猝死風險增加有關聯。

### 肝臟和腎臟
克拉黴素已知會引起黃疸、肝硬化和腎臟問題，有些報告懷疑它會引起肝病。

### 中樞神經系統
克拉黴素導致的中樞神經系統不良反應中常見的有暈眩、頭痛。在罕見情況下，它可能引起耳毒性、譫妄和躁狂。

### 懷孕和哺乳時期
個體在懷孕期間使用克拉黴素可能會對胎兒造成危害，在無其他適當療法的情況，且僅當潛在益處大於對胎兒的潛在風險時才可使用。目前尚不清楚克拉黴素是否會進入哺乳母親的乳汁中。

## 藥物交互作用
克拉黴素會抑制一種涉及代謝許多常用藥物的肝臟酶 - CYP3A4。克拉黴素與其他藥物一起服用時，由於CYP3A4受到抑制，可能會導致使用者體內的其他藥物濃度意外升高或是降低。
常見的此類藥物有：

### 秋水仙素
克拉黴素與秋水仙素之間存在危險的交互作用，前者抑制CYP3A4的代謝和P-糖蛋白（一種重要的細胞膜蛋白，可將許多外來物質泵出細胞外）的轉運。合併使用可能導致致命性的秋水仙素中毒，尤其是對於患有慢性腎臟病的個體。

### 他汀類藥物
同時服用克拉黴素和某些他汀類藥物會增加副作用的風險，例如肌肉疼痛和肌肉分解（橫紋肌溶解症）。

### 鈣通道阻滯劑
阿奇黴素與鈣通道阻滯劑併用治療時，可能會增加低血壓、腎衰竭和死亡的風險。有克拉黴素與維拉帕米（一種鈣通道阻滯劑）聯合使用導致低血壓、心率降低和乳酸中毒的報告。

### 卡馬西平
因克拉黴素會降低使用者的卡馬西平清除率，而導致其體內卡馬西平的濃度增加一倍，可能因此發生卡馬西平中毒症狀 - 例如複視、共濟失調、噁心以及低血鈉症。

### 愛滋病藥物
根據藥物組合的不同，克拉黴素治療可能禁忌使用、需要調整某些藥物的劑量，或是可維持原劑量使用。例如克拉黴素可能導致齊多夫定（一種抗反轉錄病毒藥物，用於治療或預防愛滋病）在使用者體內濃度降低。

## 藥理學

### 作用機制
克拉黴素是蛋白質合成抑制劑，可阻止細菌繁殖。它與23SrRNA（細菌核糖體50S亞基的一個組成部分）結合，而抑制肽的轉譯。
克拉黴素除有抗菌活性之外，還被發現可作為 GABAA受體的負向異位調節劑。此作用可能有助於提升嗜睡症患者的清醒狀態。

### 藥物動力學
克拉黴素具抗酸性，因此可經口服而不受胃酸的影響，此點與紅黴素不同。此藥物易被吸收，並擴散到大多數組織和吞噬細胞中。然後被吞噬細胞主動運輸至感染部位，而釋放出高濃度的克拉黴素。此藥物在組織中的濃度可能比在血漿中高出10倍以上。肝臟、肺組織和糞便中的濃度最高。

#### 代謝
克拉黴素在使用者肝臟中具有相當快的首過效應。主要代謝物有無活性代謝物N-去甲基克拉黴素和活性代謝物14-(R)-羥基克拉黴素。克拉黴素 (20%-40%) 及其活性代謝物 (10%-15%) 經由尿液排泄。克拉黴素在所有與其類似的藥物中具有50%的最佳生物利用度，因而適合口服給藥。每12小時服用250毫克的生物半衰期為約3至4小時，但如果每8至12小時服用500毫克時，生物半衰期則增加至5至7小時。無論給藥劑量如何，此代謝物在體內的穩定濃度通常會在3至4天內達到。

## 歷史
克拉黴素於1980年由日本製藥公司大正製藥的研究人員發明。該產品是通過開發一種不會發生酸不穩定性紅黴素的版本（紅黴素會導致如噁心與胃痛的副作用）而出現。 大正製藥大約在1980年申請專利保護，隨後於1991年在日本市場推出一商品名稱為Clarith的藥物。 大正製藥與美國亞培製藥於1985年合作申請國際專利。亞培製藥於1991年10月獲得FDA用於醫療用途的核准，藥品名稱為Biaxin。該藥物的通用名藥物於2004年在歐洲上市，並於2005年年中在美國上市。

## 社會與文化

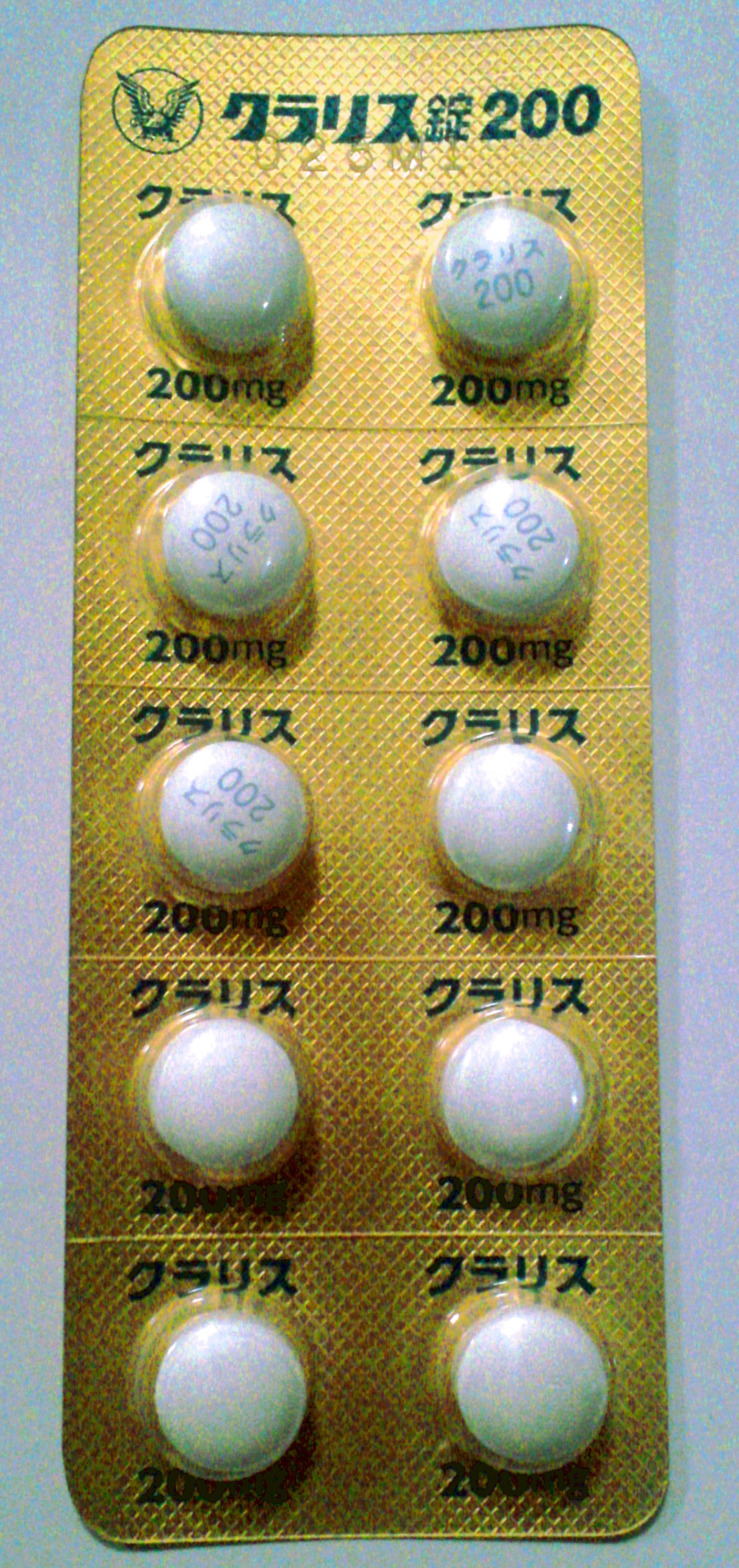
大正製藥生產的克拉黴素片劑（10片）包裝。

### 市售配方
市面上有克拉黴素的通用名藥物販售。在美國銷售的克拉黴素配方有即時釋放口服片劑、延遲釋放口服片劑和顆粒懸浮口服液。

### 品牌名稱
克拉黴素在許多不同的國家以多種品牌名稱銷售：如Biaxin、Crixan、Claritron、Clarihexal、Clacid、Claritt、Clacee、Clarac、Clariwin、Claripen、Clarem、Claridar、Cloff、Fromilid、Infex、Kalixocin、Karicin、Klaricid、Klaridex、Klacid、Klaram、Klabax、Klerimed、MegaKlar、Monoclar、Resclar、Rithmo、Truclar、Vikrol和Zeclar。

## 研究

### 過度嗜睡症
克拉黴素已在一項II期臨床試驗中研究其治療中樞性過度嗜睡症（central hypersomnolence）（即特發性嗜睡症和無發作性睡病的嗜睡症）的療效。研究顯示克拉黴素通過抑制GABAA受體來減輕嗜睡感，但對客觀的警覺性指標影響有限。

## 外部連結
- US patent 4331803,Watanabe Y, Morimoto S, Omura S,「Novel erythromycin compounds」,发行于1981-05-19,指定于Taisho Pharmaceutical

Template:GABA receptor modulators